# 10 1/2장으로 쓴 세계 역사
《10 1/2장으로 쓴 세계 역사》(영어: A History of the World in 10½ Chapters)는 줄리언 반스의 1989년 장편소설이다. 세계 역사에 대한 일종의 포스트모더니즘적 전복을 시도한 소설로, 하나의 내러티브로 시종하는 것이 아니라 서로 암시적인 연관만을 갖는 열한 개의 장으로 이루어져 있다. 또한 장을 낱낱이 보면 픽션이라기보다는 에세이에 가까운 것도 있는 등 기이한 구성으로 되어 있다. 대한민국에는 열린책들에서 신재실 번역으로 출간되었다.